# Zygmunt Kulawik
Zygmunt Jan Kulawik, do 1948 nosił imię Herbert (ur. 3 stycznia 1921 w Świętochłowicach, zm. w 1982 r.) – polski piłkarz, napastnik.
Jest jednym z zaledwie kilku piłkarzy, którzy w reprezentacji Polski grali przed i po wojnie. Debiutował 4 czerwca 1939 w meczu ze Szwajcarią. Był wówczas piłkarzem Śląska Świętochłowice. Ostatni raz zagrał w 1947 (jako zawodnik Polonii Bytom). Łącznie w biało-czerwonych barwach rozegrał 3 oficjalne spotkania.
Po zakończeniu kariery, został trenerem lokalnych klubów na Górnym Śląsku, w stanie wojennym wyjechał do Niemiec.